# Karolina Chełchowska
Karolina Rozalia Chełchowska (z Kodrębskich, ur. ok. 1812 w Lublinie, zm. 25 marca 1888 w Warszawie) – polska aktorka teatralna i śpiewaczka.

## Kariera teatralna
Debiutowała w 1829 lub 1830 w Lublinie. Występowała w zespole męża do roku 1840 na prowincji, a następnie w teatrze krakowskim (1840–1843). Na sezon 1844/1845 została zaangażowana w teatrze lwowskim, w którym występowała także w latach 1854–1857. Okresowo była związana także z innymi zespołami teatrów prowincjonalnych, m.in. Feliksa Stobińskiego i Józefa Gaweckiego oraz Aleksandra Carmantranda. Wystąpiła m.in. w rolach: Tekli (Wąsy i peruka), Roxolany (Trzy sułtanki), Justysi (Mąż i żona), Prezjozy (Precjoza), Zerliny (Fra Diavolo) i Elwiry (Niema z Portici).

## Życie prywatne
Jej bratem był aktor Henryk Kodrębski, a siostrą aktorka Antonina z Kodrębskich Królikowska. W 1830 r. wyszła za mąż za Tomasza Andrzeja Chełchowskiego. Ich córką była aktorka Lucylla Chełchowska. Po opuszczeniu sceny żyła w nędzy. Zmarła w przytułku prowadzonym przez warszawskie Towarzystwo Dobroczynności.